# Oostelijke vaalborstspecht
De oostelijke vaalborstspecht (Dendrocopos analis) is een vogel uit de familie Picidae (Spechten).

## Verspreiding en leefgebied
Deze soort komt voor van zuidelijk Myanmar tot Indochina, de Andamanen, Java en Bali en telt drie ondersoorten:
- D. a. longipennis: van centraal Myanmar via Thailand tot zuidelijk Vietnam.
- D. a. andamanensis: de Andamanen.
- D. a. analis: Sumatra, Java en Bali.

## Status
De grootte van de populatie is niet gekwantificeerd maar de soort wordt omschreven als zeldzaam tot plaatselijk algemeen. Op de Rode lijst van de IUCN heeft deze soort de status niet bedreigd.